# ستيفين جليسون
ستيفين جليسون (بالإنجليزية: Stephen Gleeson)‏ (3 أغسطس 1988 بدبلن في جمهورية أيرلندا - ) هو لاعب كرة قدم أيرلندي في مركز الوسط. شارك مع منتخب جمهورية أيرلندا تحت 19 سنة لكرة القدم ومنتخب جمهورية أيرلندا تحت 20 سنة لكرة القدم ومنتخب جمهورية أيرلندا تحت 21 سنة لكرة القدم ومنتخب جمهورية أيرلندا لكرة القدم. أما مع النوادي، فقد لعب مع برمنغهام سيتي وستوكبورت كونتي وميلتون كينز دونز ووولفرهامبتون واندررز ونادي هيرفورد وCherry Orchard F.C. ‏.

## وصلات خارجية
- ستيفين جليسون على موقع قاعدة بيانات كرة القدم.إي يو (الإنجليزية)
- ستيفين جليسون على موقع ناشيونال فوتبول تيمز (الإنجليزية)
- ستيفين جليسون على موقع Soccerbase.com (لاعب) (الإنجليزية)
- ستيفين جليسون على موقع Soccerway.com (الإنجليزية)